# Union sportive montalbanaise
Maillots
Actualités
Dernière mise à jour : 17 août 2018.
L'Union sportive montalbanaise est un club français de rugby à XV basé à Montauban. 
Son premier titre de champion de France est gagné en 1967. De 2001 à 2010, le club dispose d'une section professionnelle, le Montauban Tarn-et-Garonne XV ou MTG XV, celle-ci participa à la H Cup en 2008-2009. À la suite d'une relégation administrative, il participe au championnat de Fédérale 1 de 2010 à 2014 ; sacré champion de France de Fédérale 1 en 2014, il retrouve alors le monde professionnel et la Pro D2. En 2025, il est sacré champion de France de 2e division et fait son retour en Top 14 quinze ans après avoir quitté l'élite.
Il évolue en Top 14 pour la saison 2025-2026.

## Histoire

### Fondation en 1903
L'Union sportive montalbanaise est créée en novembre 1903.

#### Champion de France de deuxième série en 1909
En seulement cinq ans, le club joue déjà les premiers rôles en deuxième division française, alors appelée « 2e série ». En janvier 1909, l'USM devient championne des Pyrénées et accède ainsi aux phases finales de la compétition.
L'Union des sociétés françaises de sports athlétiques (USFSA) informe alors le club que son huitième de finale se jouera contre le champion du Languedoc, l'US Perpignan, qui fusionnera plus tard avec les arlequins de Perpignan pour devenir l’USA Perpignan.
Les Montalbanais se déplacent donc en terre catalane au stade de la route de Thuir où 5 000 supporters perpignanais comptent assister à la défaite des Verts et blancs. C'était sans compter sur le talent des trois quarts tarn-et-garonnais, à l'image du capitaine Ricard qui crochète la ligne de défense catalane et s'offre ainsi le boulevard jusqu'à la ligne d'essai. Grâce à cela, l'US Montauban se qualifie.
Pour le quart de finale, l'USM reçoit l'Union athlétique libournaise, championne de Guyenne, de Gascogne et du Limousin. Le 7 mars, les Bleus et blancs girondins pénètrent sur la pelouse de la cuvette de Sapiac amenés par Pierre Moysès, finaliste de la 1re série avec le Stade bordelais. L'arbitre, le docteur Voivenel, donne le coup d'envoi.
C’est une nouvelle victoire des Montalbanais grâce à deux essais de Ricard et Massié.
La demi-finale les oppose au Sporting club saumurois le 28 mars 1909, sur terrain neutre, à Bordeaux. Les champions d'Atlantique, de Touraine et de Bretagne n'auront pas existé durant le match puisqu'ils subissent une sévère défaite, ils encaissent huit essais de Massié (3), Blanc (2), Arquié, Perry, et Verseilles tandis que deux transformations sont passées par Perry et Luze. L'impensable en début de saison arrive, l'US Montauban est en finale.
Les Sapiacains se déplacent à Montpellier dans l'espoir d'en découdre avec les farouches Toulonnais mais ceux-ci ne viendront pas.

L'organisateur de la compétition, Charles Brennus, reporte alors le match au 18 avril, il aura lieu à Montauban.
6 000 spectateurs sont massés dans la cuvette de Sapiac mais la finale à domicile démarre mal pour les locaux qui encaissent le premier essai du match : USM 0-3 RCT. Une charge de Massié ramena les équipes à égalité, 3-3 à la mi-temps.
La seconde période marqua la domination des Verts et blancs qui commença par une bonne mêlée près de l'en-but toulonnais et un essai d'Arquié. Les joueurs du RC Toulon s'effondrent et concèdent alors trois nouveaux essais de Gaudens, Dumons et Perry.
L'USM gagne 15 à 3 et devient championne de France de la 2e série, le club accède par la même occasion à la première division.

#### Montauban en première division (1909-1924)

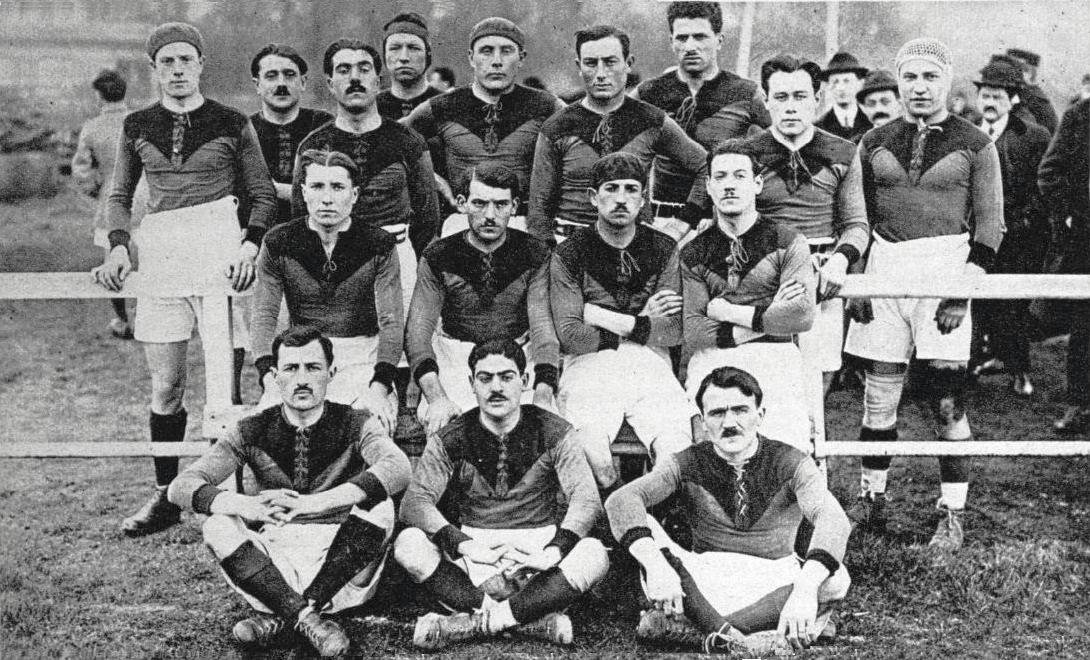
L'US Montauban en février 1921.

Les cinq premières années dans l'élite sont difficiles malgré des recrues de qualité comme Nelson Moura ou Max Courégé mais Montauban assure son maintien jusqu'en 1914 où il ne remporte pas le moindre match en championnat, défait par le FC Auch, le FC Lourdes et le Stadoceste tarbais. Il échoue ensuite en barrage contre Saint-Girons.
La guerre ayant bouleversé l'organisation des compétitions, l'USM est finalement admise à nouveau en première division à la reprise en 1920.

#### Relégation en Honneur (1925-1926)
Montauban joue ensuite deux saisons en Honneur (la deuxième division de l’époque) en 1925 et 1926, année où il remonte en première division, portée à 40 clubs.

#### Retour en première division (1927-29) puis (1931-1934)
Pour son retour en première division, Sapiac se pare de nouvelles grandes tribunes.
Malgré les départs de Dupouy qui deviendra international, de Rinco à Agen et de Louis Magnol au Stade toulousain, Montauban retourne en première division mais termine avant-dernier de sa poule les deux premières années avant d’être relégué la saison suivante.
Il ne passe qu’une seule saison en honneur avant de rejouer les 4 saisons suivantes en première division.
Montauban effectue deux bonnes saisons en 1931 et 1932, manquant de peu la qualification.
Alors au sommet de son art, l'emblématique Germain Coulonges décède lors de la saison 1932-1933.
Privé de son leader, Montauban ne termine que sixième de sa poule se 9 et rentre dans le rang.
La saison suivante, l'USM est relégué.

#### Retour en Honneur (1935-1939)

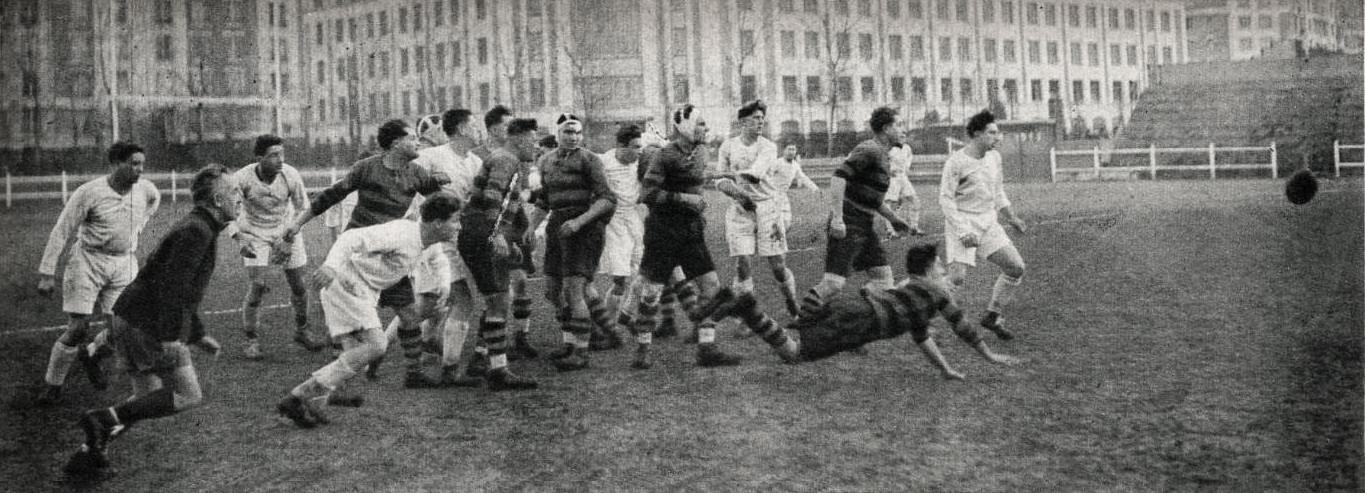
Victoire sur le terrain du C.A.S.G. (10-14), en février 1938 au stade Jean-Bouin, relance du demi de mêlée montalbanais (rayé) à ses lignes arrières.

Montauban retourne pour 5 ans en division d’honneur.
En 1939, Montauban est vice-champion des Pyrénées contre le SC Albi et remonte en première division.
En phase finale, le club est ensuite battu par Oloron et échoue ainsi à remonter dans l'élite après un match à l'issue controversé
Puis la Seconde Guerre mondiale oblige à mettre le championnat de France en sommeil.

### Le retour dans l’élite du rugby français (1943-1973)

#### Années 1940
À la reprise en 1943, Montauban est classé en première division, élargie à 95 clubs.
Le club obtient rapidement de bons résultats, disputant notamment deux huitièmes de finale de Championnat en 1947 et en 1949.
Louis Blanc porte les couleurs du club entre 1948 et 1954.

#### Les premiers internationaux du club
Le Basque de Montauban Michel Sorondo, trois-quarts centre et plaqueur hors-pair est sélectionné en 1946 contre les kiwis, une sélection de joueurs néo-zélandais enrôlés dans l'armée, et dont un bon nombre deviendront par la suite All Blacks,.
C’est le premier international du club et il formera une paire de centre très complémentaire avec son partenaire de club Émile Bouché.

#### Années 1950
Les années 1950 sont aussi prolifiques avec notamment 5 qualifications en 10 saisons pour les seizièmes de finale du championnat.
En 1950, Montauban atteint les seizièmes de finale du Championnat, battu de peu 11-8 par Mazamet.
En 1951, Montauban est qualifie pour la seconde phase du Championnat réunissant les 24 meilleurs clubs français et atteint les seizièmes de finale de la Coupe de France, éliminé par Grenoble.
Après deux saisons plus difficiles, Montauban joue ensuite 4 seizièmes de finale en 5 saisons en 1955, 1957, 1958 et 1959, année où Louis Blanc, après 4 ans à Mont de Marsan revient au club dont il portera les couleurs jusqu'au titre de 1967.

#### Les prémices du succès
Après une saison 1961 où il se maintient de justesse malgré une dernière place dans sa poule, Montauban réussi à attirer des recrues prometteuses.
L'embellie commence lors de la saison 1962 qui voit Montauban terminer à la deuxième place de sa poule de Championnat derrière Graulhet mais l'USM est ensuite sorti dès les seizièmes de finale par le Biarritz olympique 5-3.
La même année, Montauban
fourni un nouvel international à l'équipe de France,
Henri Romero qui sera sélectionné en poste de troisième ligne centre pour le match en Écosse à l’occasion du Tournoi des cinq nations, remporté par la France.
La saison suivante est plus difficile puisque Montauban qui ne remporte que 5 victoires en 14 matchs du Championnat manque la qualification.

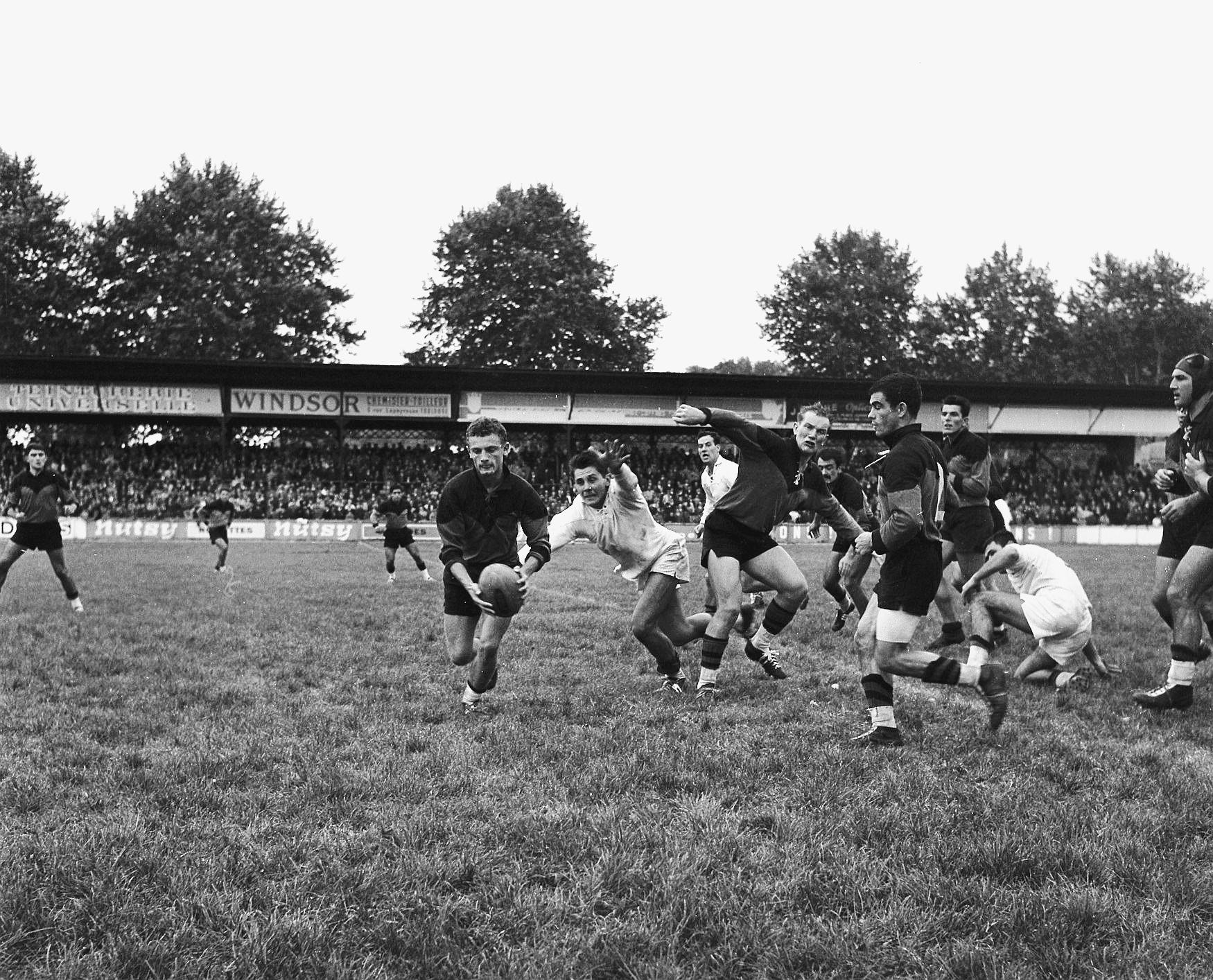
Victoire du Stade toulousain sur Montauban 14-5 en championnat de France 1963.

En 1964, Montauban est encore éliminé de justesse en seizièmes de finale du Championnat par l'Aviron bayonnais cette fois.
La même année, le talonneur Jean-Michel Cabanier sera le troisième international de l’histoire du club, sélectionné le 15 décembre 1963 contre la Roumanie à Toulouse.
Ce cap est enfin franchi la saison suivante et Montauban dispute un huitième de finale en Championnat, perdu contre Graulhet dans des conditions discutables.
La saison 1966 commence bien puisque Montauban termine à la troisième place de son groupe en Championnat à un point du leader, le TOEC mais est éliminé dès les seizièmes de finale par le Stade rochelais 6-3.
Montauban ne sera battu que 4 fois à domicile entre 1962 et 1966, respectivement par le FC Lourdes, le SC Albi, le Stade montois et le FC Grenoble.

#### Champion de France en 1967

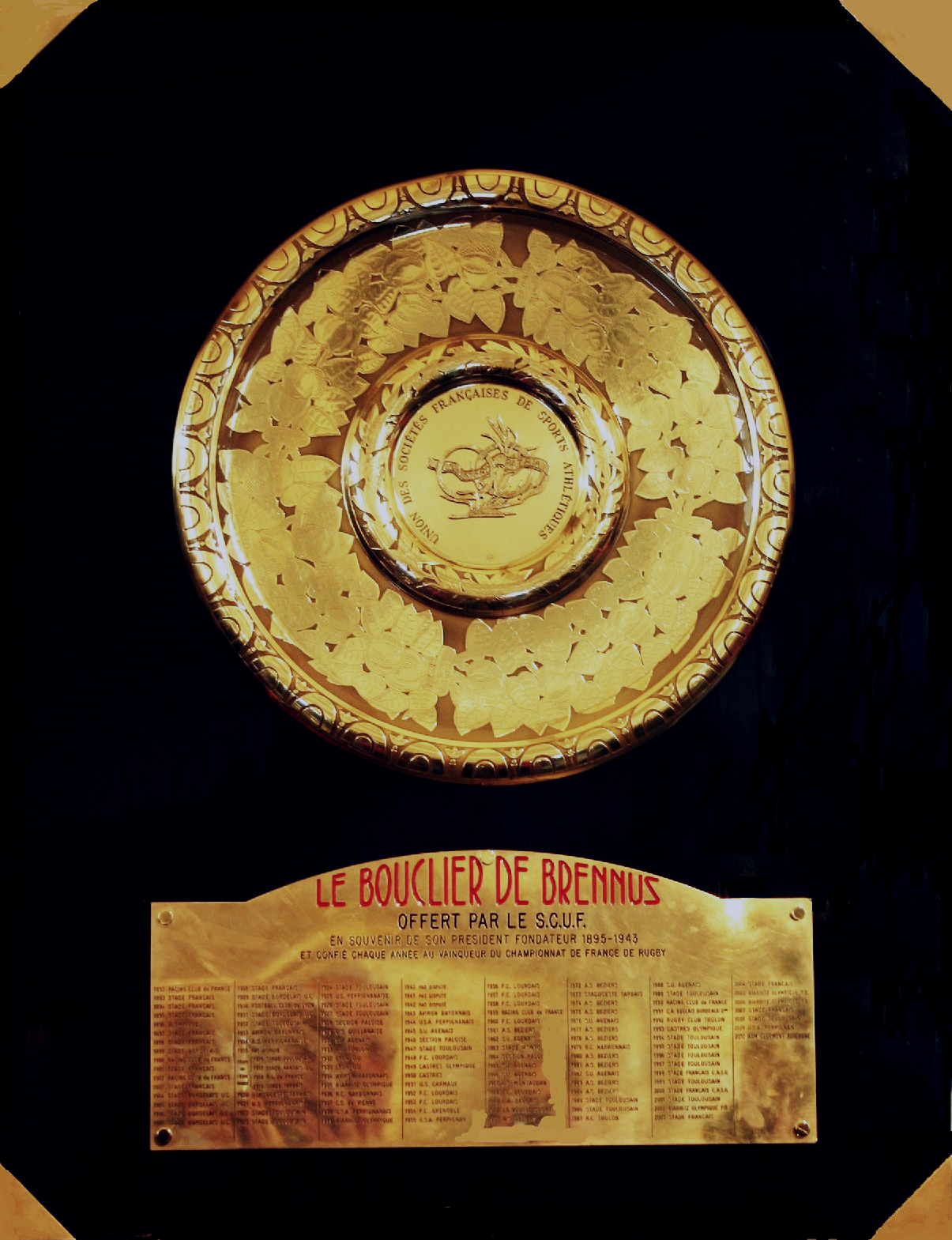
Montauban soulève le Bouclier de Brennus

Le dimanche 28 mai 1967, l'US Montauban remporte son seul et unique titre de champion de France. Pourtant la saison avait mal commencé avec le décès de Pierre Fontanié, deuxième ligne, la blessure au genou de l'autre seconde ligne Jean-Pierre Quereilhac et le départ de l'international Henri Romero pour Nice.
Sous l'impulsion de Louis Blanc, 15 fois remplaçant en équipe de France et d'Arnaud Marquesuzaa, ancien international, le jeu montalbanais est devenu plus axé sur le mouvement et la passe. Avec l'entraîneur Guy Augey, ancien international de rugby à XIII, Blanc, passé au Stade montois de Fernand Cazenave, l’équipe modifie sa manière de s'entraîner, avec une intransigeance sur la qualité de la passe.
Durant cette saison 1966-1967, l'USM est versé dans la poule 6 et se qualifie aux côtés du Stade dijonnais, du FC Grenoble, du RC Narbonne et du Toulouse olympique.
En seizième de finale, l'US Montauban affronte l'US Romans. Menés 6 à 8, les Montalbanais tentent une combinaison où Francis Bourgade, troisième ligne, doit s'intercaler dans les trois-quarts. Celle-ci est mal maîtrisée et Arnaud Marquesuzaa se retrouve bloqué. Il choisit de taper un drop, lui qui n'en tente jamais et ce dernier passe. L'USM l'emporte dans la douleur, sur le score de 9 à 8. Ils font alors mieux que la saison précédente puisqu'ils avaient été éliminés à ce stade de la compétition par le Stade rochelais 6-3.
En huitième de finale, les Verts et noirs remportent leur match contre l'US Quillan sur le score de 19 à 3.
Puis les Montalbanais se retrouvent face au numéro 1 des phases de poules, le CA Brive, à Grenoble.
Carrié prend le dessus en touche sur son célèbre adversaire Roger Fite et Montauban vient à bout de son adversaire sur le score de 3 à 0, accédant ainsi à la demi-finale.
Celle-ci se joue contre le voisin tarnais, le SC Graulhet. Le stadium de Toulouse accueille la "finale des Pyrénées". C'est aussi une revanche car Graulhet, alors numéro 1 des phases de poules avait éliminé le club au stade des huitièmes de finale en 1965, dans des conditions discutables. Malgré les absences de Bourgade et de Marquesuzaa, Les Tarn-et-Garonnais se qualifient puisqu'ils remportent le match 9 à 6, apportant, dans la préfecture, une joie quasiment comparable à celle provoquée par le titre futur.

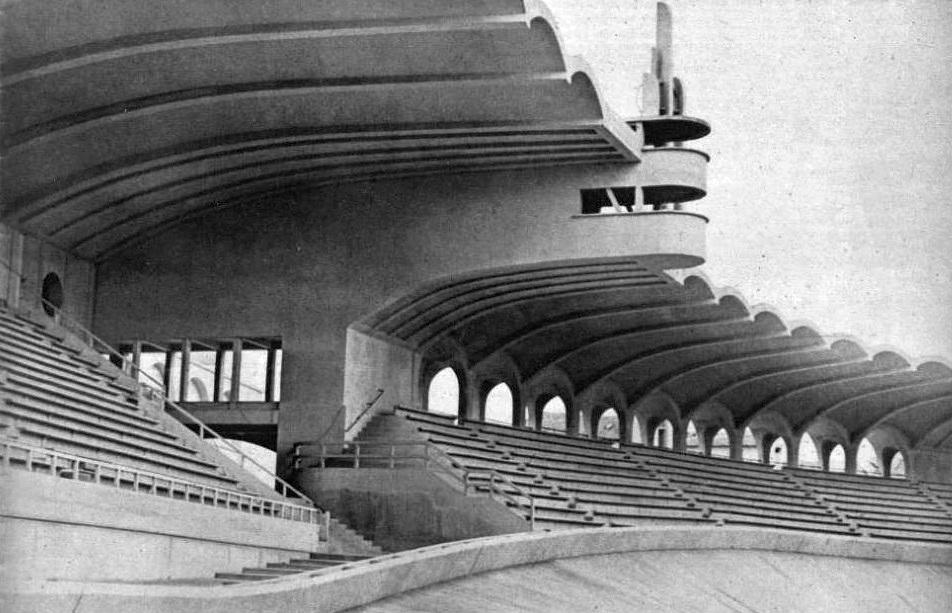
Le parc Lescure à Bordeaux où Montauban devient champion de France face au CA Bègles.

Pour la première fois, la finale du championnat de France est retransmise en Eurovision, avec aux commentaires Roger Couderc. Une dizaine de milliers de supporters ont parcouru les deux cent dix kilomètres qui séparent Montauban de Bordeaux, lieu de la finale. Le match se déroule en effet au stade municipal de Lescure. Comme leurs adversaires, les Montalbanais - amenés par leur capitaine, Louis Blanc - disputent leur première finale et ne sont pas donnés favoris. En effet, les joueurs du CA Bègles ont l'avantage de jouer le match, quasiment, à domicile (leur stade du Musard étant distant d'à peine cinq kilomètres). De plus, ils ont le vainqueur et le finaliste de la dernière édition à leur tableau de chasse (respectivement le SU Agen en huitième et l'US Dax en demi-finale).
Dès la cinquième minute, Bourgade marque en coin, après une passe décisive de Marquesuzaa (3-0). Le score en restera là jusqu'à la 72e minute. Pourtant, les occasions seront nombreuses de part et d'autre. Mais les Bèglais sont handicapés par le manque de réussite de Jacques Crampagne dans ses tentatives de pénalités. En trois minutes, l'ailier Jacques Londios inscrit deux nouveaux essais, profitant sur le second d'une percée de Bourgade (11-0). Le CA Bègles réduit la marque en toute fin de partie, par un essai non transformé de Christian Swierczinski. L'arbitre, Pierre Lebecq, siffle la fin du match, sur le score de 11 à 3 en faveur de l'US Montauban. Leur capitaine Louis Blanc, au moment de soulever le bouclier de Brennus, aura cette phrase, devenue célèbre dans le monde du rugby français, « Je ne le croyais pas aussi lourd ! ».
Les festivités liées au sacre vont durer une semaine. Sept jours de vacances scolaires sont même décrétés dans les écoles de l'arrondissement. Tout le monde veut les recevoir, de l'évêque au préfet. Pourtant, à la fin de cette semaine folle, ils sont encore capables de remporter le challenge de l'Espérance, face à Graulhet. Par la suite, le club n'atteindra jamais plus ce niveau mais la passion du rugby est encore vivace à Montauban.
Équipe championne :
1. Bernard Cardebat 2. Jean-Michel Cabanier 3. Louis Blanc 

4. Gaston Carrie 5. Gérard David 

6. Jacques Delcros 8. Arnaud Marquesuzaa 7. Francis Bourgade 

9. Moïse Maurière  10. Jean Daynes 

11. Jacques Londios 12. Jean-Pierre Malavelle  13. Jean-Claude Sahuc  14. André Piazza 

15. Jean Sirac 

En fin de saison, Bernard Cardebat, Jean-Michel Cabanier et Jacques Londios partiront en tournée en Afrique du Sud, ce dernier étant même sélectionné en équipe de France.
L'entraîneur Guy Augey quitte le club pour Decazeville.

#### Vainqueur du Challenge de l’espérance en 1967
La même année, Montauban remporte le challenge de l'Espérance après avoir battu le tenant du titre, Graulhet en finale 9-8 et ce pour le dernier match de son capitaine Louis Blanc. Montauban est ensuite admis dans le prestigieux challenge Yves du Manoir la saison suivante.

#### Quart de finaliste du championnat de France en 1968
La saison suivante, Montauban termine en tête de sa poule et dispute le dernier quart de finale de son histoire, perdu 30 à 0 contre le RC Narbonne après avoir éliminé Dijon 9-6 en seizième et Romans 11-6 en huitième de finale comme la saison précédente.
André Piazza, sélectionné contre les All-Blacks lors de la tournée de l'équipe de France est le cinquième international du club.
L’année suivante, Montauban est éliminé en seizième de finale du championnat tandis qu'en Challenge, il termine quatrième de sa poule de huit et échoue ainsi à se qualifier pour les quarts de finale.
En 1970, Montauban manque la qualification en Championnat pour la deuxième année consécutive dans une saison qui offre deux derbys contre le Cercle athlétique castelsarrasinois.
L'USM échoue aussi à se qualifier en Challenge, sixième de sa poule de huit.

#### Vainqueur du challenge Antoine Béguère en 1971
Montauban remporte le challenge Antoine Béguère en 1971 en disposant largement de Pau 28-5 en finale. Montauban retrouve aussi les phases finales du Championnat. Opposé au Stade toulousain de l'arrière international Pierre Villepreux en huitième de finale, le club résiste longtemps et mène même 12-6 à la mi-temps avant de s'incliner finalement 20-12.

#### Demi-finaliste du challenge du Manoir en 1972
Éliminé en seizième de finale du Championnat par Brive 30-3, Montauban avait eu la bonne idée de ne pas abandonner le Challenge.
Deuxième de son groupe derrière Narbonne, Montauban élimine ensuite un des favoris Agen 13-0 en quart de finale dans un match où Gaston Carrié et Michel Saturnin, le deuxième ligne de France B ont assuré la plupart des munitions en touche.
Le club est ensuite éliminé par Béziers 15-6 en demi-finale.
En fin de saison, la talonneur Jean Costantino quitte le club pour Montferrand et deviendra deux ans plus tard international.
Le club dispute encore 2 quarts de finale de Challenge les deux saisons suivantes en 1973 et 1974 mais descend dans le groupe B du championnat en 1973 (alors que l’élite est réduite à 32 clubs) après 31 années consécutives passées dans l’élite du rugby français.
L'ancien pilier international Michel Lasserre rejoint toutefois le club.

### Alternance entre le groupe A et le groupe B (1974-1987)
Ce fut ensuite une période plus difficile pour le club qui n’a su anticiper le renouvellement de ses cadres.
Le club remontera toutefois immédiatement la saison suivante en 1975 alors que l’élite est de nouveaux élargie à 64 clubs.
L’international Jacques Londios quitte le club et part jouer en deuxième division à Fleurance.
L'USM atteint ensuite les huitièmes de finale du championnat en 1976 puis les seizièmes de finale en 1977 et 1978.

#### Vice-champion de France groupe B en 1981
Les deux saisons suivantes sont plus compliquées pour le club qui manque la qualification en 1979 puis redescend en 1980 en groupe B.
Le pilier Jean-Marc Romand quitte alors le club.
L'USM remonte dès la saison suivante et dispute même la finale du championnat de France groupe B contre Tyrosse, obtenant ainsi une remontée immédiate en 1981.
L'ailier Éric Fourniols et le demi de mêlée Xavier Péméja font alors leurs premiers pas en équipe première.
Pour son retour dans l'élite, l'USM est alors renforcé par le deuxième ligne international Guy Gasparotto.
8e de sa poule de Championnat, le club manque toutefois la qualification.
La saison suivante, le club termine deuxième de sa poule de Championnat derrière Béziers mais est éliminé dès les huitièmes de finale par Bayonne, 3e de la même poule et passé par les barrages.
Le deuxième ligne Michel Saturnin part à Moissac après 16 saisons en équipe première.
Cinquième de sa poule avec un bilan de 6 victoires, un nul et 7 défaites, l'USM n'est pas qualifié pour les phases finales du championnat en 1984.
La même année en Challenge, Montauban termine dernier de son groupe avec 6 défaites en 6 matches.
Troisième de sa poule de Championnat derrière le Stade toulousain et Béziers, Montauban semble bien parti pour jouer un nouveau huitième de finale en 1985 mais est éliminé en barrage à la surprise générale par Aurillac, qualifié de justesse.
En Challenge, l'USM est éliminé de justesse 8-6 par Béziers en huitième de finale.

#### Descente en première division groupe B
Enfin, en 1986, le club après 5 saisons consécutives dans l’élite du rugby français, l'USM redescend en groupe B et n’est plus invité en Challenge Yves du Manoir après 18 participations lors des 19 dernières éditions.
Eric Fourniols quitte alors le club pour Toulon.
En 1987, le club est sacré champion de France Reichel B contre le FC Auch (10-6, essai marqué par Olivier Pouligny) à Beaumont-de-Lomagne.
C'est le succès d'un véritable groupe de copains entraîné par le sage Pierre Miquel qui sera sacré champion de France 20 ans après ses aînés.

### Transition vers le professionnalisme (1987-1999)
Malgré la descente en groupe B, la ferveur des supporters est toujours présente.
Le club termine 3 années consécutives en milieu de tableau, 2e, 5e et 4e de sa poule de 8 entre 1988 et 1990.

#### Remontée en groupe A
Au bout de 4 ans, en 1990-1991, l'USM renforcé par le pilier néo-zélandais Sean Bristow et surtout par le russe Sergueï Sergueïev retrouve la 1re division groupe A, via une poule de brassage où il devance Blagnac, club issu du groupe A et Albi.
Montauban se maintient ensuite pour deux saisons consécutives.
Dernier de sa poule, il va descendre ensuite directement en groupe B en 1992.

#### Descente en groupe B puis remontée en groupe A2
Xavier Péméja, 32 ans troque alors son poste de demi de mêlée pour celui d’entraîneur.
L’ouvreur Philippe Gordo arrive en provenance de l’US Colomiers et sera un des grands artisans de la lutte de 7 années (de 1993 à 1999) pour retrouver l’élite, mais aussi pour la suprématie du département vite récupérée contre l'Avenir valencien lorsque ces derniers descendent à leur tour en 1995.
Montauban retrouve d’abord le groupe A2 en 1996 après une victoire contre le Stade montois 17-12 lors du huitième de finale du groupe B.
La première année, le club se maintient difficilement, pour un point devant l'US Romans avant de battre Oloron 35-21 en match de barrage.
En 1997, il se sauve plus facilement mais échoue à se qualifier, sixième de sa poule de 10. Cette saison est marquée par le record de l'ouvreur Philippe Gordo qui inscrit 37 points contre Bayonne.

### Le professionnalisme du MTG XV (1999-2004)

#### Vice-champion de France d'Élite 2 en 1999
L'USM retrouve finalement l’élite en 1999 après une victoire contre Rumilly 15-6 en demi-finale d’élite 2.
Le club est ensuite battu en finale par le Stade montois.
L'équipe ne réussit pas à se maintenir et revient en deuxième division qui prend officiellement le nom de Pro D2 et repasse en poule unique.

#### Champion de France d'Élite 2 en 2001

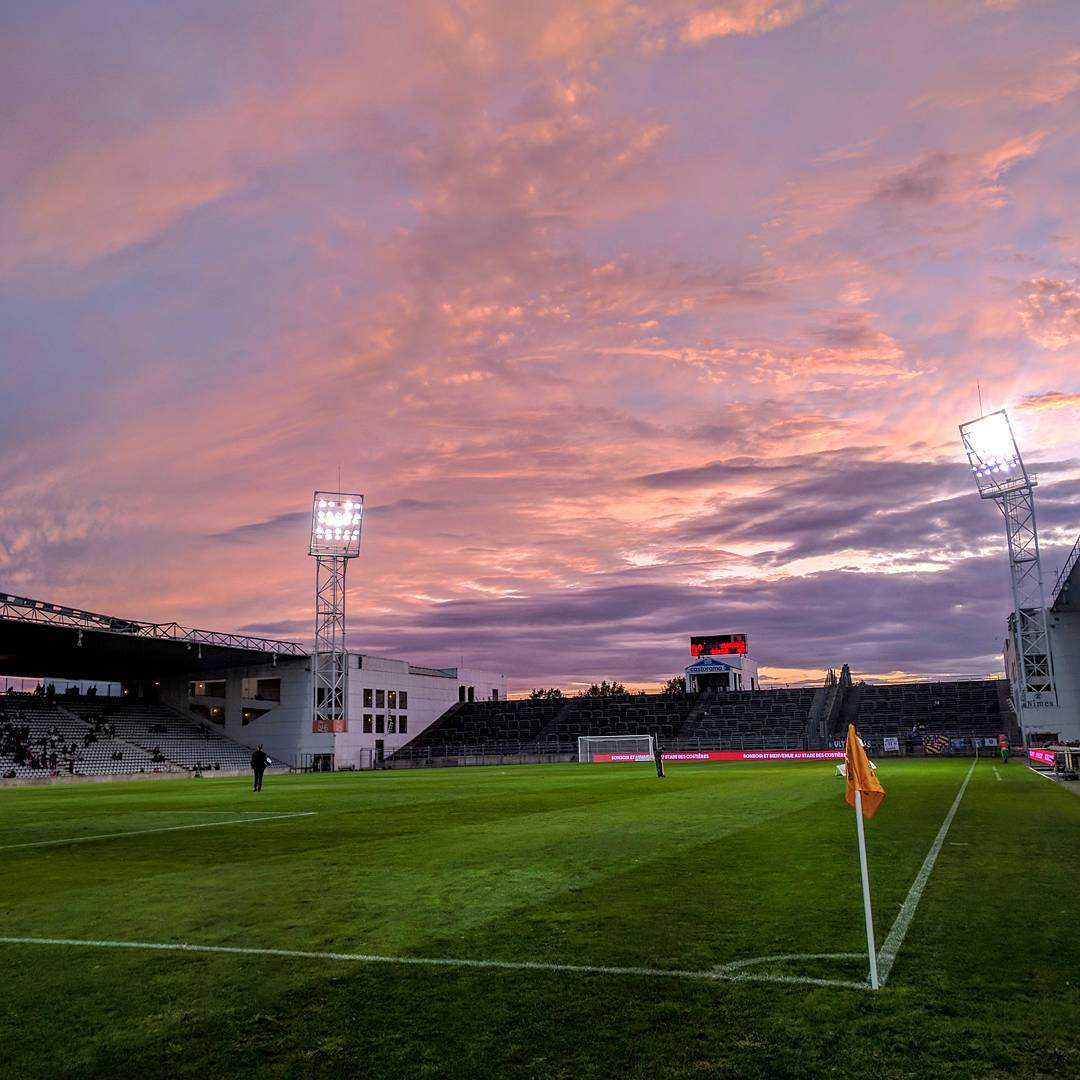
Le Stade des Costières à Nîmes où l'USM s'impose en finale contre Toulon en 2001.

En raison de la mutation du rugby français dans le but de s'adapter au monde professionnel, le club participe à la première édition professionnelle d'Élite 2, nouvelle formule de la deuxième division avec une poule unique à 12 clubs.
Montauban, 1er de la saison régulière bat FCS Rumilly en demi avec notamment un triplé d'Ilaï Derenalagi puis Toulon en finale malgré l'absence d'Ilaï Derenalagi et remporte la compétition.
Montauban retrouve ainsi l'élite, réduite à 16 clubs.
L'ancien castrais Benoît Albert termine cette saison meilleur réalisateur du championnat avec 360 points.
Équipe championne :
1. Vancheri puis Lacombre 2. Gaubert puis Bason  3. Ratianidze puis Véron 

4. Jeannard 5. Sergueev 

6. Colomé 8. Gratchev 7. Soldan puis Rocchi 

9. Méric  10. Gordo 

11. Fauré 12. Rebbouh  13. Albert 14. Bertrand puis Clèdes 

15. Veillard 

Cette année-là, la section professionnelle de l'USM prend officiellement forme, le Montauban Tarn-et-Garonne XV (MTG XV) est créé, le maintien est cette fois facilement acquis puisque l'USM renforcé notamment par l'ailier international Pierre Bondouy termine premier de la poule des playdowns soit 9e club français.
La même année, Montauban atteint les quarts de finale du challenge européen, battu de 3 points sur l'ensemble des 2 matchs par Bath.
Les Tarn-et-Garonnais participent au Top 16 jusqu'à la saison 2004, à la suite de laquelle ils sont une nouvelle fois rétrogradés en Pro D2.

### Ère Labit-Travers: de la Pro D2 au Top 14 (2004-2009)

#### Passage en Pro D2 et retour en Top 14 (2004-2006)
Après sa rétrogradation en Pro D2, le MTG XV peut espérer revenir en Top 14 pour la prochaine saison.
Le MTG XV recrute après sa rétrogradation l'entraîneur de l'UA Gaillac, Laurent Labit.

#### Demi-finaliste de Pro D2 en 2005
À mi-saison le club est troisième au classement, mais grâce à ses matchs à domicile avec une seule défaite contre le Stade montois, le club finit deuxième de Pro D2 derrière le RC Toulon et accède aux demi-finales.
En demi-finale le MTG XV joue contre le Stade aurillacois et doit s'incliner de justesse en toute fin de match 20-21.
Cette saison-là, Sergueï Sergueïev est sélectionné avec les Barbarians français pour jouer contre l'Australie au stade Jean-Bouin à Paris où les Baa-Baas s'inclinent 15 à 45 mais quitte le club en fin de saison après avoir été pendant 15 ans le leader du pack des verts et noirs.
Le deuxième ligne international uruguayen Juan Carlos Bado champion de France un an plus tôt avec le Stade français est recruté pour le remplacer, il restera deux saisons au club.

#### Champion de France de Pro D2 en 2006
Pour la saison 2005-2006, le MTG XV recrute Laurent Travers qui rejoint Laurent Labit pour entraîner mais aussi des joueurs aguerris à l'élite comme le deuxième ligne Lyonel Vaïtanaki.
Avec des résultats impressionnants autant à Sapiac qu'à l'extérieur, le MTG XV finit premier de Pro D2, montant en Top 14 et réalisant le record de points de Pro D2, avec 117 points (égalé ensuite par le LOU durant la saison 2013-2014), avec 25 victoires pour seulement 4 défaites et un match nul.
Pierre Bondouy termine alors sa carrière de joueur après 5 saisons passées sous le maillot vert et noir.

### Du Top 14 à la relégation en Fédérale 1 (2006-2011)
Les deux entraîneurs permettent au MTG XV d'être sacré champion de Pro D2 pour la seconde fois. Ils montent en Top 14 aux côtés du SC Albi.

#### Retour au premier plan (2006-2008)
La saison 2007 est une réussite puisque le MTG XV finit à la septième place juste derrière les places qualificatives pour la H-Cup.
C’est le meilleur classement obtenu par le club depuis le titre de champion de France en 1967.
La même année, en Challenge Européen, le MTG XV finit troisième de sa poule avec le CA Brive en première place, le Newcastle Falcons en deuxième place et avec le Petrarca Padova en quatrième place.
La saison 2008 est aussi bonne puisque Montauban, renforcé notamment par le trois-quarts centre Yoan Audrin termine une nouvelle fois septième, place qualificative cette année-là pour la prochaine édition de la première coupe d'Europe.
En Challenge européen, la même année, le MTG XV finit deuxième derrière Worcester et devant Bucarest Rugby et Gran Rugby Parme.
La cuvette de Sapiac devient une forteresse rugbystique, seuls l'Aviron bayonnais et le Stade toulousain s'y imposent. Durant cette saison, deux joueurs montalbanais sont sélectionnés en équipe de France, il s'agit de Yannick Caballero et d'Ibrahim Diarra qui sont les 6e et 7e internationaux du club. Le demi d'ouverture Sébastien Fauqué part au RC Toulon à l'issue de cette saison.

#### Le MTG XV en Europe et baisse de régime (2008-2009)
Dans le but de rivaliser sur le plan européen et de continuer sa progression en Top 14, le club fait venir des joueurs d'expérience tels que Cédric Rosalen, Julien Laharrague ou encore Vilimoni Delasau qui marquera 19 essais en deux saisons au club.
La saison 2009 est moins bonne que les précédentes mais le MTG XV arrive tout de même à la huitième place. L'évènement principal du club en Top 14 est la seule victoire à l'extérieur des Montalbanais acquise en Auvergne contre le double finaliste, l'ASM Clermont.
En Coupe d'Europe, Montauban réalise de bonnes prestations puisqu'ils s'inclinent de peu sur le terrain du Munster, champion d'Europe en titre, et obtiennent leur seule victoire de H-Cup au stade Sapiac contre les Anglais de Sale.
- Résultats du MTG XV en H Cup

Poule 1
|   | Équipe       | Pts | MJ | V | N | D | EM | EE | BO | BD | PM  | PE  | DP  |
| - | ------------ | --- | -- | - | - | - | -- | -- | -- | -- | --- | --- | --- |
| 1 | Munster      | 23  | 6  | 5 | 0 | 1 | 18 | 6  | 2  | 1  | 161 | 98  | +63 |
| 2 | Sale Sharks  | 15  | 6  | 4 | 0 | 2 | 14 | 11 | 2  | 0  | 136 | 115 | +21 |
| 3 | ASM Clermont | 13  | 6  | 3 | 0 | 3 | 14 | 13 | 2  | 2  | 137 | 129 | +8  |
| 4 | MTG XV       | 6   | 6  | 1 | 0 | 5 | 5  | 21 | 0  | 2  | 81  | 173 | -92 |

Résultats des matchs
| Date        | Lieu                              | Équipe       | Score   | Équipe       |
| ----------- | --------------------------------- | ------------ | ------- | ------------ |
| 10 octobre  | Thomond Park, Limerick            | Munster      | 19 - 17 | MTG XV       |
| 19 octobre  | Stade Sapiac, Montauban           | MTG XV       | 19 - 24 | ASM Clermont |
| 5 décembre  | Edgeley Park, Stockport           | Sale Sharks  | 36 - 6  | MTG XV       |
| 13 décembre | Stade Sapiac, Montauban           | MTG XV       | 16 - 12 | Sale Sharks  |
| 16 janvier  | Marcel-Michelin, Clermont-Ferrand | ASM Clermont | 43 - 10 | MTG XV       |
| 25 janvier  | Stade Sapiac, Montauban           | MTG XV       | 13 - 39 | Munster      |

Au terme de la saison, le président du MTG XV, Patrick Bardot démissionne. Les deux entraîneurs Laurent Labit et Laurent Travers accompagnés par de nombreux joueurs comme Yannick Caballero, Ibrahim Diarra, Yoan Audrin et Matthias Rolland rejoignent le Castres olympique.
De plus, le club connaît quelques problèmes financiers suite la construction d'une tribune à Sapiac qui remettent en cause son avenir dans l'élite.

#### La descente aux enfers (2009-2011)
Pour reconstruire un club compétitif, l'ancien capitaine de l'équipe, Marc Raynaud, prend le poste d'entraîneur aux côtés de Sébastien Calvet et la présidence est remise à Patrick Vianco. Bien qu'une nouvelle fois les Montalbanais remportent la plupart de leurs rencontres à domicile, ils sont, cette fois, inquiétés par la relégation. Le MTG se sauve, lors de l'ultime journée, en battant l'Aviron bayonnais à Sapiac. Par la même, ils placent leurs adversaires en position de relégués en Pro D2. Le maintien acquis sur le terrain est réduit à néant par les problèmes financiers. Le club doit déposer le bilan. Pire, la DNACG refuse la participation du club au prochain championnat de Pro D2, et pour cause le MTG XV affiche une dette de 9 millions d'euros (information révélée après enquête), la mairie de Montauban ayant refusé de payer les travaux du Stade de Sapiac. La section professionnelle SASP MTGXV est alors dissoute et le club reprend son ancien nom, Union sportive montalbanaise. En conclusion de cette funeste saison, l'USM est contraint de reprendre la compétition en Fédérale 1, après quatre ans passés dans l'élite.
En Challenge Européen, bien que vainqueur de cinq matchs sur six, comme les Newcastle Falcons, le MTG XV finit deuxième de sa poule derrière l'équipe anglaise. Bien qu'il ait devancé Albi et Padoue, la saison européenne s'arrête à ce stade.
À la suite de sa rétrogradation financière et de la démission de Patrick Vianco, l'USM participe au championnat de Fédérale 1 et est repris à la présidence par Max Lafargue et Thierry Eychenne, lors de la saison suivante. Le club est placé dans la poule 2 aux côtés de l'AS Béziers et de l'Avenir valencien, second club phare de Tarn-et-Garonne. L'équipe se fait éliminer par le RC Vannes en huitièmes de finale.
Pendant l'intersaison, Sébastien Calvet quitte l'USM et est remplacé par Xavier Péméja.

### L'ère Péméja: de la Fédérale 1 à la Pro D2 (2011-2016)

#### Montée en puissance des Montalbanais
Pour la saison 2011-2012, Montauban recrute un nouvel entraîneur connu de tous les Montalbanais par son passé au club : Xavier Péméja accompagné d'un adjoint agenais qui le suivra jusqu'à son départ: Philippe Mothe.
Durant cette saison, Montauban lutte contre Nevers et Castanet pour finir 2e en poule, pour être ensuite éliminé en quarts de finale contre Colomiers.
La saison 2012-2013 se veut plus ambitieuse car Montauban finit déjà par être 1er de sa poule et commence à pratiquer avec succès le jeu prôné par Péméja, c'est-à-dire un jeu axé sur la vitesse et se découvre un nouvel ailier de talent: Yan Ruel-Gallay qui marqua pendant cette saison 18 essais et beaucoup d'autres pendant les saisons suivantes.
Sinon, Montauban après deux victoires de renom contre Périgueux tombe en demi contre le CS Bourgoin-Jallieu.

#### Champion de France de Fédérale 1 en 2014
Pour la saison 2013-2014 les hommes de Xavier Péméja et de Philippe Mothe ont le même objectif que la saison précédente, réintégrer la Pro D2. Le club recrute, pour cela, de nombreux joueurs tels que César Delarue, Taleta Tupuola, Mickaël Ladhuie, Wesley Dunlop ou bien encore Florent Cazeaux, pour pallier les départs de Xantxo Istèque et de Peter Durcan. De plus, l'US Montauban renforce son effectif avec des joueurs issus de son centre de formation[réf. nécessaire]. La saison régulière est extraordinaire, puisque l'USM remporte ses dix-huit matchs de championnat, accumulant 84 points sur 90 possible, ce qui en fait un record en Fédérale 1, maintenant leur invincibilité à domicile depuis deux ans (et 28 matchs)[réf. nécessaire].
Un nouveau secteur professionnel (SASP) va même être créé fin 2013 en association avec le secteur amateur[réf. nécessaire].
La suite du championnat va être tout aussi surprenante pour les « Ogres Montalbanais » tant le club dispose facilement de ses adversaires en 1/8 et en 1/4 de finale (Vannes et Aubenas).
Les joueurs de l'US Montauban, après une courte défaite à Lille au match aller (17-12) vont s'imposer largement à domicile 35 à 12.
En finale, ils retrouvent le club du RC Massy victorieux de l'US Tyrosse en demi-finale.
À la suite d'un match très disputé, les Montalbanais viennent à bout des Massicois 18-14 dans les arrêts de jeu.

#### Accession au championnat de France Pro D2

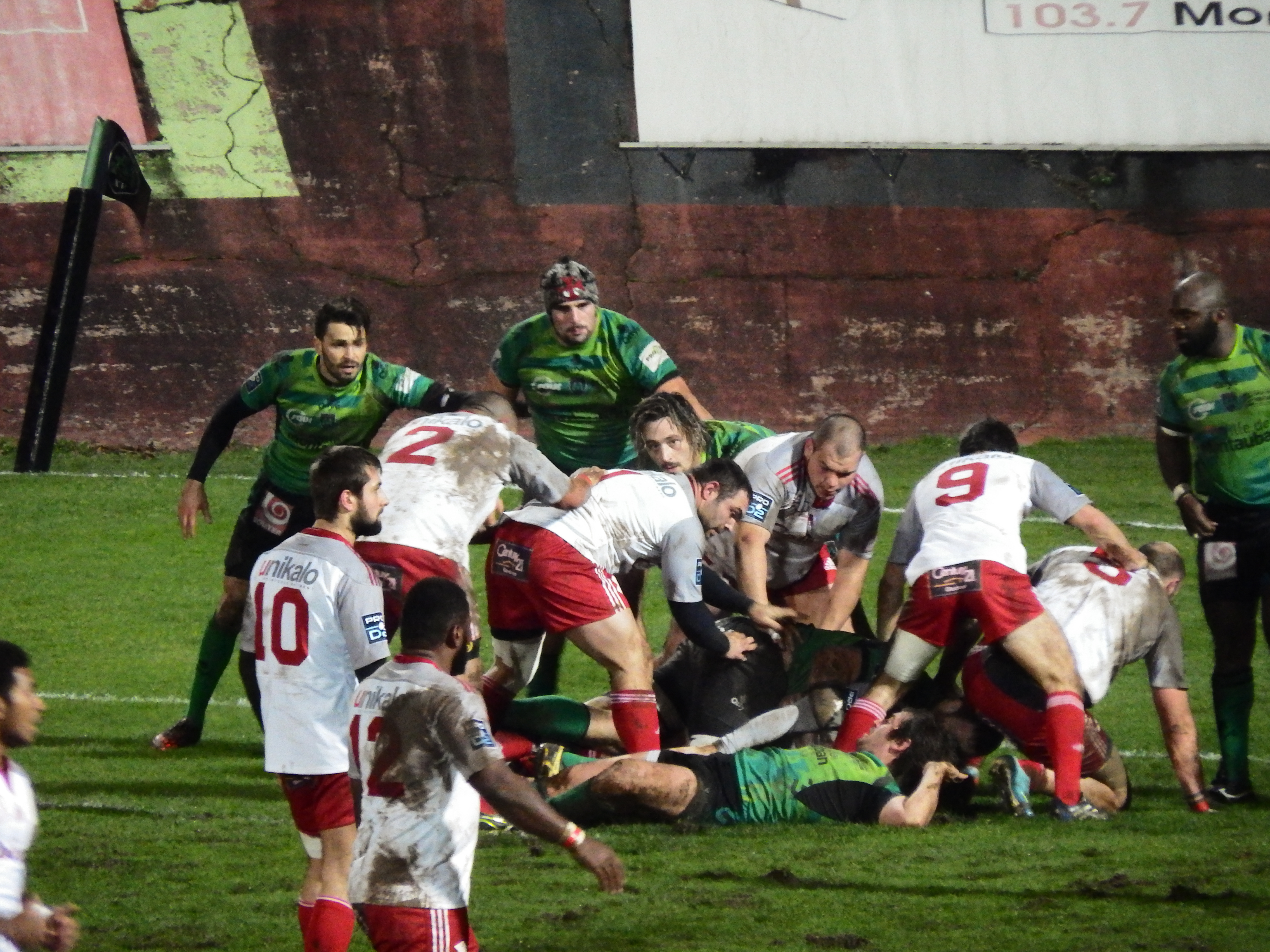
De retour en Pro D2, à Sapiac contre l'US Dax, les Montalbanais se classent à la 10e place.

Ils retrouvent donc la Pro D2 et le monde professionnel après 4 années de championnat amateur.
Après une très belle victoire en Fédérale 1, le club a pour objectif de se maintenir en étant dans les dix premières places.
Pour cela, le promu doit avoir un plus solide effectif surtout chez les avants.
Mais le club va vite régler le problème en recrutant des joueurs de rang tels que l'ancien toulonnais Damien Tussac, le troisième ligne aile titulaire de l'UBB Gautier Gibouin, la charnière de l'AS Béziers Hérault, ou encore l'ailier du FC Auch Sébastien Ascarat.
Dès la 1re journée, les Montalbanais sont premiers du championnat grâce à une victoire sur Carcassonne.
Durant la saison, Montauban alterne entre la 5e et 12e place, en étant solide à domicile puisque les joueurs font honneur au public, en gagnant contre des gros clubs de Pro D2 tels que Perpignan, Biarritz, Albi ou Aurillac, et en frôlant de peu la victoire contre Pau, le leader du championnat entachées par quelques courtes défaites.
Durant la seconde partie de championnat, l'USM reste entre la 6e et la 8e place et finit par s'effondrer en fin de saison. Finalement, Montauban finit 10e.
La saison 2015-2016 n'en reste pas moins meilleure que la précédente puisque Montauban fait sa saison entre exploits à l'extérieur grâce à une équipe plus compétitive et performances plus qu'honorables notamment la victoire contre Bayonne 29 à 3 ou la défaite in extremis contre l'équipe de Lyon (1re de Pro D2 du début jusqu'à la fin) qui fut sauvée par Napolioni Nalaga en état de grâce ce soir-là ; au classement, Montauban aura souvent alterné entre la 8e et 11e place malgré un retour possible en fin de saison. Cette saison sera aussi marquée par le départ annoncé du staff montalbanais à la suite d'un conflit interne.

### De nouvelles ambitions (depuis 2016)
À la suite du départ annoncé de l'entraîneur emblématique du club, l'USM se dote d'un duo d'entraîneurs comme on en voit beaucoup en Pro D2, avec Pierre-Philippe Lafond et Chris Whitaker ainsi que de joueurs de qualité comme Jérôme Bosviel, Claude Dry, Maxime Mathy et Jacques Engelbrecht.
Si le début de la saison 2016-2017 laisse retranscrire une saison tranquille, tout s'emballe au mois de décembre, le club renforcé notamment par Jérôme Bosviel enchaînant les victoires à la maison, comme à l'extérieur (Dax et Carcassonne), Montauban se place à la mi-saison à la première place malgré la défaite à Agen.
La seconde partie sera signe d'un léger recul de forme des joueurs traduit dans des défaites significatives à Bourgoin, Narbonne ou contre Perpignan.
Alors 7e, la qualification aux demis semble perdue mais la pause du Six Nations a permis de refaire la tactique de l'équipe, et alors commence une remontée incroyable : enchaînant cinq victoires d'affilée à l'extérieur comme à Sapiac et réalisant un exploit à Colomiers qui n'avait pas perdu chez lui depuis 2 ans, les Montalbanais se qualifient pour les demi-finales et peut encore croire à un match de plus à Sapiac, ce qui arriva car profitant de la défaite de Mont-de-Marsan contre Biarritz et de la victoire 57-10 contre Oyonnax champion de Pro D2, l'USM finit à la dernière journée 3e du championnat.
Dans la même dynamique, ils enchaînent ainsi par une victoire à domicile en demi contre le Stade montois et arrivant ainsi en finale d'accession. Le parcours sportif de l'USM s'arrête en finale, l'équipe étant battue par Agen.
À l'issue de l'intersaison qui s'ensuivit, l'effectif conserva la même ossature, avec peu de renforts mais eut changement à la présidence du club, Jean-François Reygasse remplaçant Daniel Bory.
La saison 2017-2018 commence alors avec l'ambition pour l'USM de conserver sa place de prétendant à la montée, ce qui s'avéra véridique car après une première partie de saison canon, et juste 2 défaites et un match nul, Montauban s'imposa peu à peu comme leader incontesté du championnat avec jeu totalement inverse par rapport à la saison dernière, tout en pragmatisme, avec comme hommes forts Jérôme Bosviel réalisant à chaque match de grandes performances, Thomas Fortunel, Taleta Tupuola et le capitaine Stéphane Munoz.
En interne, le club se renforça en 2017 globalement avec la rénovation de la plupart des infrastructures (pelouse, écran géant, terrains d’entraînement, salles annexes...) pour moderniser le club et ainsi prétendre à la première division.
Après une deuxième partie de saison terne où Montauban céda sa première place après ses défaites à Sapiac contre Carcassonne et Perpignan, la dynamique s'essouffle peu à peu et c'est en toute logique que la réception du FC Grenoble en demi-finale se solde par une défaite 15-22 qui les privent encore du rêve d’accession en Top 14.
Pour la saison 2020-2021, l'US Montauban se renforce en recrutant notamment Mike Tadjer, Franck Pourteau et Julien Caminati.
Le club termine 9e du Championnat.
David Gérard est nommé entraîneur des avants pour la saison 2021-2022. Montauban termine à la huitième place de Pro D2 à l'issue de la saison régulière échouant ainsi de peu à se qualifier pour les barrages.
La DNACG sanctionne Montauban d'un retrait de 5 points fermes en Pro D2 pour la saison 2022-2023. En effet, des problèmes d'incohérences et de non-respect des règlements apparaissent dans le budget de l'USM.
Montauban termine malgré tout treizième du Championnat.
La saison 2024 est plus compliquée pour les verts et noirs qui terminent quinzième avant de se sauver en match de barrage au détriment de Narbonne.
En 2025, Montauban crée la surprise en se qualifiant pour les phases finales.
Sixième, il doit jouer son barrage à l'extérieur où il élimine alors Colomiers 26-23.
Montauban s'impose ensuite à Brive en demi-finale 29-13.
Montauban devient champion de France de Pro D2, et retrouve le Top 14 15 ans après l’avoir quitté, grâce à sa victoire en finale sur Grenoble 24-19.

## Identité visuelle

### Couleurs et maillots
Les couleurs du club sont le vert et le noir.
Lors de ses premières années, l'USM évolue d'abord principalement en vert et blanc, avec un maillot alternatif gris et rouge, notamment de 1905 à 1913. Lors de la saison 1913-1914, elle évolue également avec un maillot bleu.
En 1920, le club troque sa couleur secondaire blanche pour le noir, en hommage aux 55 joueurs du club disparus pendant la Première Guerre mondiale ; ces couleurs seront adoptées de manière pérenne.

### Logo
Avec la dissolution de la SASP Montauban Tarn-et-Garonne, le logo abandonne la mention Tarn-et-Garonne au profit du nom de l'association.
Alors que le club se dote d'un nouveau site web à l'intersaison 2014, l'USM modifie légèrement son logo,.

Évolution du logo
Logo des années 1970 et 1980.
Logo des années 1990 et 2000.
Logo du début des années 2000 à 2010.
Logo de 2010 à 2014.
Logo de 2014 à 2017.
Logo depuis 2017.

## Palmarès

### Détail du palmarès
Le tableau suivant récapitule les performances du club :
- titres de champion et finales ainsi que les meilleures performances dans les compétitions.

| Compétitions nationales | Compétitions internationales                               | Compétitions estivales |
| Championnat de France de première division - Champion (1) : 1967 Championnat de France de deuxième division - Champion (3) : 2001, 2006 et 2025 - Vice-champion (1) : 1999 Challenge Yves du Manoir - Meilleure performance : demi-finaliste en 1972 Championnat de France de Fédérale 1 - Champion (1) : 2014 |                                                            | Challenge Armand Vaquerin - Vainqueur (1) : 2005 - Finaliste (2) : 2004, 2024 Trophée Ibrahim Diarra - Vainqueur (1) : 2022 |
| Anciennes compétitions | Compétitions de jeunes                                     | Compétitions régionales |
| Championnat de France Groupe B - Finaliste (1) : 1981 Challenge Antoine Béguère - Vainqueur (1) : 1971 - Finaliste (2) : 1972 et 1977 Challenge de l'Espérance - Vainqueur (3) : 1967, 2012 et 2013 | Championnat de France espoirs B - Vice-champion (1) : 2004 | Championnat de France de 2e série - Champion (1) : 1909                                                                     |

### Finales de l'équipe première

#### Championnats de France
| Compétitions                          | Date de la finale | Vainqueur     | Score | Finaliste    | Lieu de la finale             | Spectateurs |
| ------------------------------------- | ----------------- | ------------- | ----- | ------------ | ----------------------------- | ----------- |
| Championnat de France de 1re division | 28 mai 1967       | US Montauban  | 11-3  | CA Bègles    | Parc Lescure, Bordeaux        | 32 115      |
| Championnat de France de groupe B     | 15 mai 1981       | US Tyrosse    | 15-9  | US Montauban | Stade Armandie, Agen          | 6 425       |
| Championnat de France de 2e division  | 30 mai 1999       | Stade montois | 34-15 | US Montauban | Stade Armandie, Agen          | 14 000      |
| Championnat de France de 2e division  | 19 mai 2001       | US Montauban  | 15-9  | RC Toulon    | Stade des Costières, Nîmes    | 18 000      |
| Championnat de France de 2e division  | 7 juin 2025       | US Montauban  | 24-19 | FC Grenoble  | Stade Ernest-Wallon, Toulouse | 18 618      |

#### Championnats de France amateur
| Compétitions                        | Date de la finale | Vainqueur    | Score | Finaliste | Lieu de la finale                   | Spectateurs |
| ----------------------------------- | ----------------- | ------------ | ----- | --------- | ----------------------------------- | ----------- |
| Championnat de France de 2e série   | 18 avril 1909     | US Montauban | 15-3  | RC Toulon | Stade Sapiac, Montauban             |             |
| Championnat de France de Fédérale 1 | 7 juin 2014       | US Montauban | 18-14 | RC Massy  | Stade Jean-Antoine-Moueix, Libourne |             |

## Personnalités du club

### Joueurs emblématiques
| Nationalité        | Nom                   | Période               | Poste            | Rencontres disputées |
| ------------------ | --------------------- | --------------------- | ---------------- | -------------------- |
| Espagne (sportive) | Fred Quercy           | 2020 -                | 3e ligne         | 88 (75)              |
| France             | Jérôme Bosviel        | 2016 -                | Demi d'ouverture | 221 (2372)           |
| France             | Stéphane Munoz        | 2015 - 2024           | 3e ligne         | 178 (30)             |
| France             | Maxime Mathy          | 2015 -                | Centre           | 193 (246)            |
| France             | Thomas Fortunel       | 2023 - 2014 - 2019    | Demi d'ouverture | 121 (403)            |
| France             | Jérémy Chaput         | 2014 - 2021           | Demi de mêlée    | 179 (122)            |
| France             | Mickaël Ladhuie       | 2013 - 2018           | Talonneur        | 95 (45)              |
| France             | Dimitri Vaotoa        | 2012 - 2025           | 3e ligne         | 256 (50)             |
| France             | Nicolas Agnesi        | 2012 - 2024           | Pilier           | 226 (30)             |
| France             | Elvis Tekassala       | 2012 - 2019           | Pilier           | 117+ (30)            |
| France             | Yan Ruel Gallay       | 2011 - 2019           | Ailier           | 108 (210)            |
| Afrique du Sud     | David Byrnes          | 2011 - 2017           | Demi de mêlée    | 66+ ( )              |
| France             | Amédée Domenech       | 2010 - 2019           | 3e ligne         | 218 (138)            |
| France             | Serge Sergeev         | 2008-2020             | 2e ligne         | 113+ (10)            |
| Fidji              | Vilimoni Delasau      | 2008-2010             | Ailier           | 40 (85)              |
| Roumanie           | Petre Mitu            | 2006-2010             | Demi de mêlée    | 59 (243)             |
| Roumanie           | Bogdan Bălan          | 2005-2010             | Pilier           | 103 (15)             |
| France             | Rida Jahouer          | 2005-2010             | Centre           | 114 (70)             |
| France             | Marc Raynaud          | 2005-2009             | 3e ligne         | 86 (55)              |
| France             | Yannick Caballero     | 2005-2009             | 3e ligne         | 101 (30)             |
| Nouvelle-Zélande   | Matthew Clarkin       | 2004-2010             | 3e ligne         | 113 (35)             |
| France             | Ibrahim Diarra        | 2004-2009             | 3e ligne         | 89 (25)              |
| France             | Matthias Rolland      | 2004-2009             | 2e ligne         | 102 (25)             |
| France             | Sébastien Fauqué      | 2002-2008             | Demi d'ouverture | 112 (778)            |
| France             | Cédric Garcia         | 2001-2008             | Demi de mêlée    | 103 (32)             |
| France             | Pierre Bondouy        | 2001-2006             | Arrière          | 82 ( )               |
| France             | Benoît Albert         | 2000-2007             | Centre           | 111 (730)            |
| Russie             | Viatcheslav Gratchiov | 2000-2005             | 3e ligne         | 39 (25)              |
| Russie             | Sergueï Sergueïev     | 1990-2005             | 2e ligne         |                      |
| France             | André Piazza          | 1961-1970             | Ailier           |                      |
| France             | Michel Saturnin       | 1967-1983             | 2e ligne         |                      |
| France             | Arnaud Marquesuzaa    | 1963-1970             | Centre           |                      |
| France             | Jean-Michel Cabanier  | 1954-1969             | Talonneur        |                      |
| France             | Louis Blanc           | 1947-1954 & 1958-1967 | 3e ligne         |                      |
| France             | Henri Romero          | 19??-1966             | 3e ligne         |                      |
| France             | Michel Lasserre       | 19??-196?             | 2e ligne         |                      |
| France             | René Namur            | 192?-192?             | Talonneur        |                      |
| France             | Charles Bigot         | 19??-19??             | Talonneur        |                      |

‌

### Effectif professionnel 2025-2026
| Nom                      | Naissance         | Nationalité sportive | International | Dernier club          | Arrivée au club |
| Talonneurs               | Talonneurs        | Talonneurs           | Talonneurs    | Talonneurs            | Talonneurs      |
| ------------------------ | ----------------- | -------------------- | ------------- | --------------------- | --------------- |
| Kévin Firmin             | 20 avril 1992     | France               | -             | Castres olympique     | 2021            |
| Ru-Hann Greyling         | 28 mai 1999       | Afrique du Sud       | -             | Rouen NR              | 2023            |
| Vakhtang Jintcharadze    | 8 novembre 1999   | Géorgie              | -             | USA Perpignan         | 2025            |
| Jérémie Maurouard        | 23 septembre 1992 | France               | -             | Montpellier HR        | 2024            |
| Piliers                  |                   |                      |               |                       |                 |
| Léo Aouf                 | 25 février 1997   | France               | -             | Stade rochelais       | 2023            |
| Luka Azariashvili        | 30 novembre 1999  | Géorgie              | -             | Rouen NR              | 2024            |
| Thomas Bué               | 25 juillet 2002   | France               | -             | Formé au club         | 2022            |
| Facundo Pomponio         | 1er avril 1992    | Argentine            | -             | American Raptors      | 2024            |
| Lucas Seyrolle           | 4 septembre 1995  | France               | -             | Stade aurillacois     | 2022            |
| → Valentin Simutoga      | 14 février 2003   | France               | -             | Lyon OU               | 2025            |
| Nugzar Somkhishvili      | 30 août 2001      | Géorgie              | -             | SO Chambéry           | 2025            |
| Lucio Sordoni            | 23 juillet 1998   | Argentine            |               | Racing 92             | 2025            |
| Deuxièmes lignes         |                   |                      |               |                       |                 |
| Lewis Bean (en)          | 12 février 1992   | Angleterre           | -             | Glasgow Warriors      | 2023            |
| Clément Bitz             | 29 décembre 1994  | France               | -             | AS Béziers            | 2024            |
| Frank Bradshaw Ryan (en) | 27 juillet 1995   | Irlande              | -             | Ulster                | 2023            |
| Victor Moreaux           | 19 septembre 1993 | France               | -             | USA Perpignan         | 2024            |
| Tjiuee Uanivi            | 31 décembre 1990  | Namibie              |               | RC Massy              | 2021            |
| Troisièmes lignes        |                   |                      |               |                       |                 |
| Corentin Coularis        | 29 août 2002      | France               | -             | Union Bordeaux Bègles | 2023            |
| Vaea Fifita              | 17 juin 1992      | Tonga                |               | Scarlets              | 2025            |
| Noa Kanika               | 6 janvier 2002    | France               | -             | Stade français Paris  | 2023            |
| Tomás Lezana             | 16 février 1994   | Argentine            |               | Scarlets              | 2023            |
| Nafi Ma'afu              | 18 juin 1998      | États-Unis           | -             | Biarritz olympique    | 2025            |
| Sikhumbuzo Notshe        | 28 mai 1993       | Afrique du Sud       |               | Sharks                | 2024            |
| Fred Quercy              | 6 juillet 1991    | Espagne              |               | USON Nevers           | 2020            |
| Kyllian Ringuet          | 3 octobre 2003    | France               | -             | Formé au club         | 2022            |
| Tyrone Viiga             | 9 juin 1992       | Îles Cook            |               | Provence Rugby        | 2022            |
| Karl Wilkins             | 28 février 1996   | Angleterre           | -             | Northampton Saints    | 2023            |
| Demis de mêlée           |                   |                      |               |                       |                 |
| Maël Castel              | 20 juillet 2004   | France               | -             | Formé au club         | 2023            |
| Joe Powell               | 11 avril 1994     | Australie            |               | Lyon OU               | 2024            |
| Hugo Zabalza             | 12 avril 2000     | France               | -             | Stade français Paris  | 2024            |
| Demis d'ouverture        |                   |                      |               |                       |                 |
| Jérôme Bosviel           | 7 avril 1990      | France               | -             | CS Bourgoin-Jallieu   | 2016            |
| Thomas Fortunel          | 7 juin 1995       | France               | -             | FC Grenoble           | 2023            |
| Centres                  |                   |                      |               |                       |                 |
| Maxime Espeut            | 22 avril 1999     | France               | -             | AS Béziers            | 2024            |
| JT Jackson (en)          | 10 juillet 1996   |                      | -             | Rouen NR              | 2024            |
| Maxime Mathy             | 24 octobre 1992   | France               | -             | US Dax                | 2015            |
| Yvan Reilhac             | 9 juin 1995       | France               | -             | Section paloise       | 2023            |
| Simon Renda              | 7 juin 2000       | France               | -             | Stade toulousain      | 2023            |
| Ailiers                  |                   |                      |               |                       |                 |
| Stéphane Ahmed           | 4 février 1999    | France               | -             | Stade français Paris  | 2022            |
| Romain Fonnicola         | 26 octobre 2002   | France               | -             | Section paloise       | 2023            |
| Paul Vallée              | 5 juillet 2002    | France               | -             | Montpellier HR        | 2024            |
| Josua Vici               | 20 février 1994   | Fidji                | à sept        | Montpellier HR        | 2021            |
| Arrières                 |                   |                      |               |                       |                 |
| Thomas Larregain         | 16 avril 1997     | France               | -             | Castres olympique     | 2023            |
| Baptiste Mouchous        | 19 octobre 1998   | France               | -             | Rouen NR              | 2024            |
| Segundo Tuculet (en)     | 5 février 1994    | Argentine            | à sept        | Valence Romans DR     | 2021            |

### Entraîneurs
| Saisons   | Entraîneur(s)                                                   | Adjoint(s)                                                                                 | Titre(s)                              |
| 1965-1967 | Guy Augey                                                       |                                                                                            | Bouclier de Brennus 1967              |
| 1968-1970 | Arnaud Marquesuzaa                                              |                                                                                            |                                       |
| 1970-1971 | Louis Blanc                                                     |                                                                                            |                                       |
| 1972-1973 | Jean Sirac                                                      |                                                                                            |                                       |
| 1973-1975 | Pierre Miquel                                                   |                                                                                            |                                       |
| 1975-1977 | Guy Augey                                                       |                                                                                            |                                       |
| 1977-1980 | Jean Claude Sahuc Guy Gasparotto                                |                                                                                            |                                       |
| 1981-1986 | Louis Blanc                                                     |                                                                                            |                                       |
| 1987-1989 | Pierre Belloc                                                   |                                                                                            |                                       |
| 1989-1991 | Roland Lavau Yves Causse                                        |                                                                                            |                                       |
| 1991-1992 | Patrick Albert Norbert Meessemann                               |                                                                                            |                                       |
| 1992-1993 | Michel Arpaillange José Porcel                                  |                                                                                            |                                       |
| 1993-1994 | Xavier Péméja José Porcel                                       |                                                                                            |                                       |
| 1994-1997 | Xavier Péméja Serge Clèdes                                      |                                                                                            |                                       |
| 1997-2004 | Xavier Péméja Frédéric Faragou                                  |                                                                                            | Champion de Pro D2 2001               |
| 2004-2005 | Xavier Péméja Laurent Labit                                     |                                                                                            |                                       |
| 2005-2009 | Laurent Travers (avants) Laurent Labit (arrières)               |                                                                                            | Champion de Pro D2 2006               |
| 2009-2010 | Marc Raynaud                                                    | Sébastien Calvet (arrières)                                                                |                                       |
| 2010-2011 | Sébastien Calvet                                                |                                                                                            |                                       |
| 2011-2014 | Xavier Péméja                                                   | Philippe Mothe (arrières)                                                                  | Champion de France de Fédérale 1 2014 |
| 2014-2016 | Xavier Péméja                                                   | Pierre-Philippe Lafond (avants) Philippe Mothe (arrières)                                  |                                       |
| 2016-2018 | Pierre-Philippe Lafond (avants) Chris Whitaker (arrières)       |                                                                                            |                                       |
| 2018-2019 | Pierre-Philippe Lafond (avants) Jean-Frédéric Dubois (arrières) |                                                                                            |                                       |
| 2019-2020 | Jean Bouilhou (avants) Jean-Frédéric Dubois (arrières)          | Romain Lauga David Byrnes                                                                  |                                       |
| 2020-2021 | Florian Ninard                                                  | Florent Wieczorek (avants) David Byrnes (arrières)                                         |                                       |
| 2021-2022 | David Gérard                                                    | Florent Wieczorek (avants) David Byrnes (arrières)                                         |                                       |
| 2022-2024 | Pierre-Philippe Lafond                                          | Florent Wieczorek (avants) David Byrnes (arrières) David Aucagne (attaque) Julien Gauthier |                                       |
| 2024-     | Sébastien Tillous-Borde                                         | Johan Snyman (en)(avants) André Hough (arrières)                                           |                                       |

## Organigramme du secteur administratif et sportif
| Direction de l'US Montauban | Secteur administratif | Secteur sportif                                                                                         |
| --- | --- | --- |
| Président de la SA : Jean Claude Maillard Vice-président : Luc Flores et Igor De Maack Président de l'association : Xavier Aumont | Directeur administratif : Aurélien Morlec Responsable partenariats : Pénélope Tison Responsable communication : Jean-Baptiste Fourcade Comptable : Hélène Thomas-Mirailles et Maud Souloumiac Responsable juridique : Benjamin Nouvel Stadium Manager : Damien Bessou | Manager : Sébastien Tillous-Borde Team Manager : Robin Girou Directeur de la performance : Cameron Ruiz |

## Infrastructures
Le stade Sapiac connu aussi sous le nom de La cuvette de Sapiac, inauguré en septembre 1908, est situé dans le quartier du même nom, au sud de la ville de Montauban.
Il appartient à la mairie de la ville mais seul le club de rugby de l'US Montauban l'utilise.
Depuis 2007, le stade peut accueillir près de 12 000 personnes.

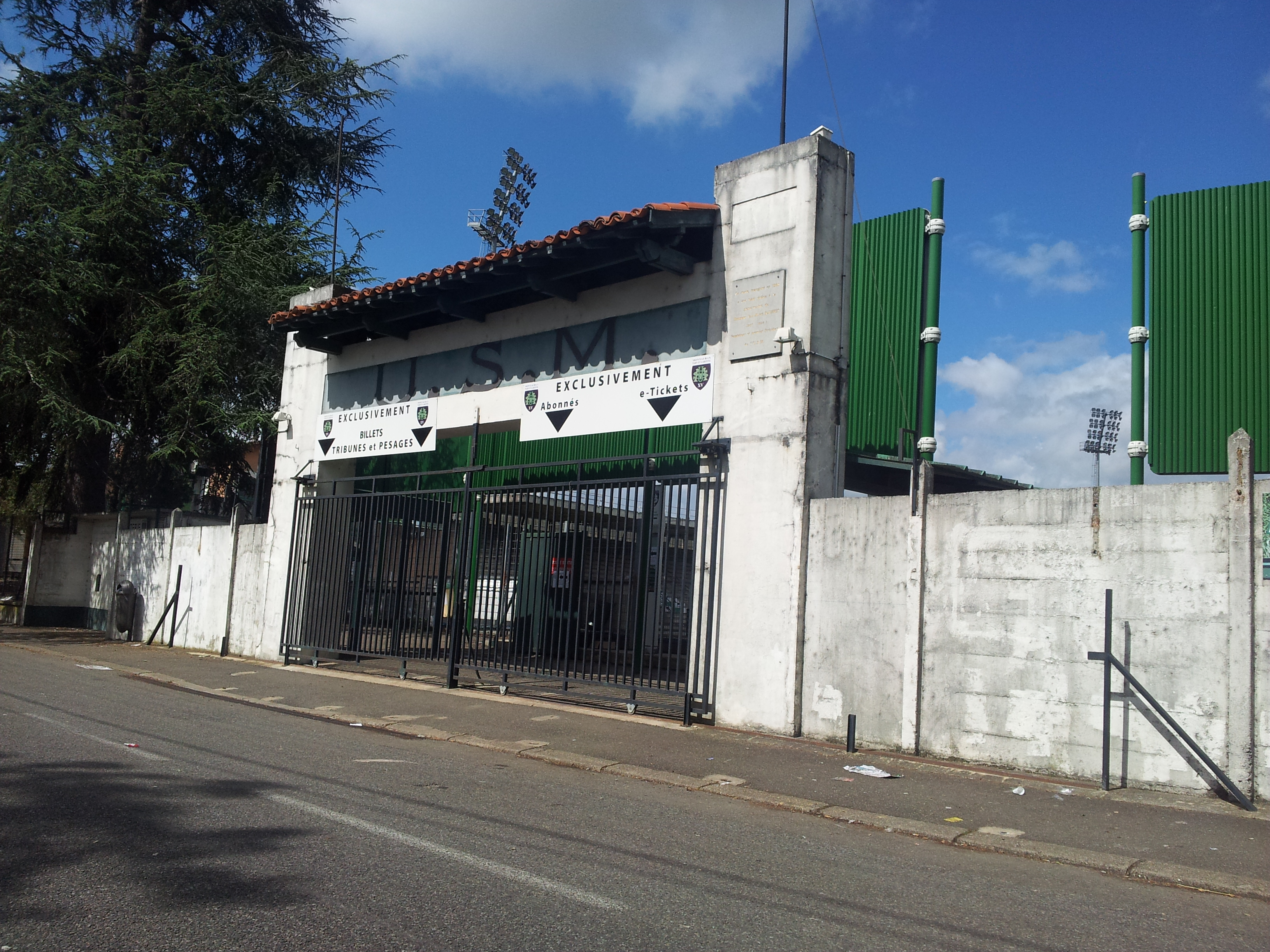
Entrée principale.
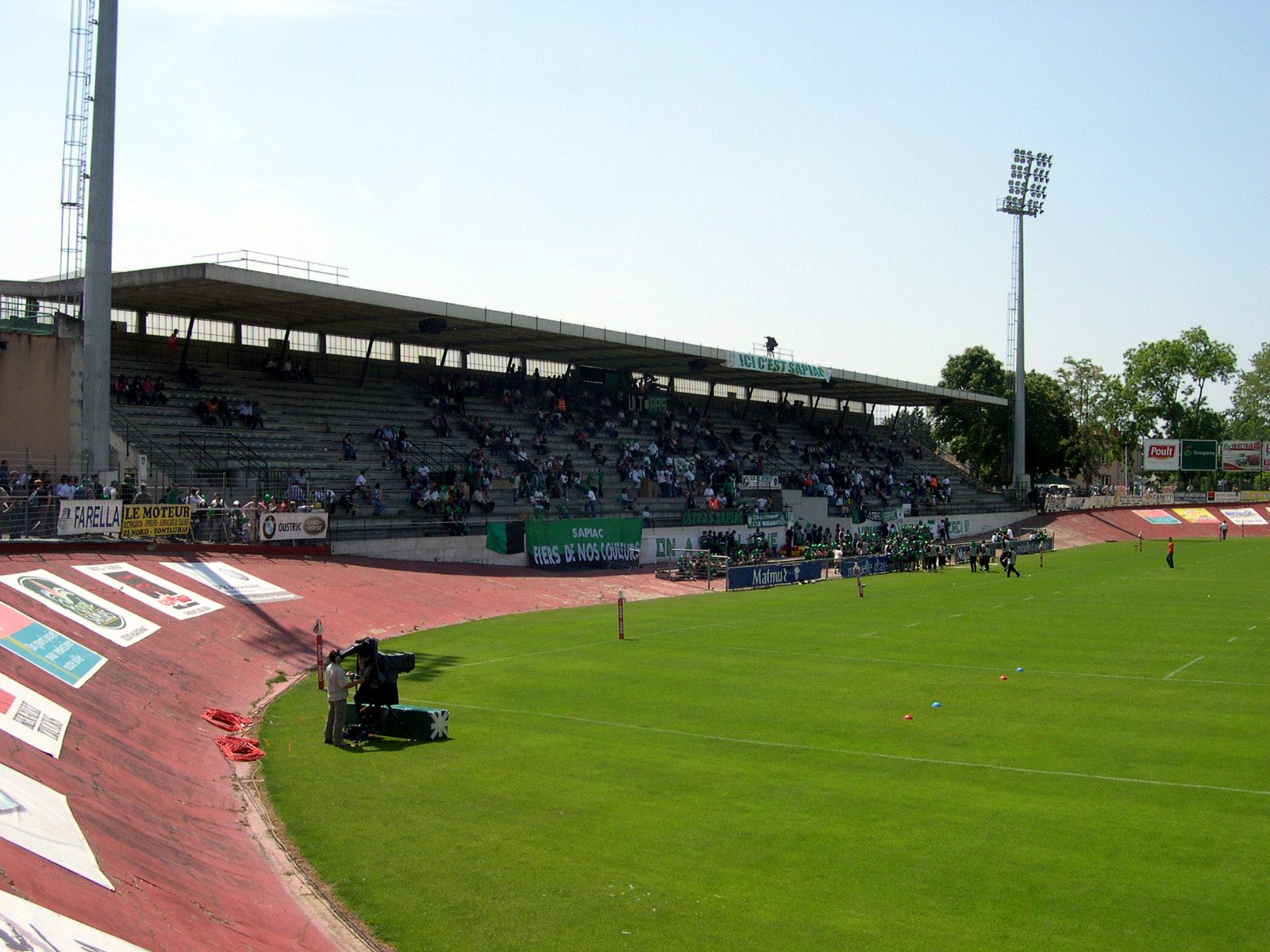
La tribune d'honneur.
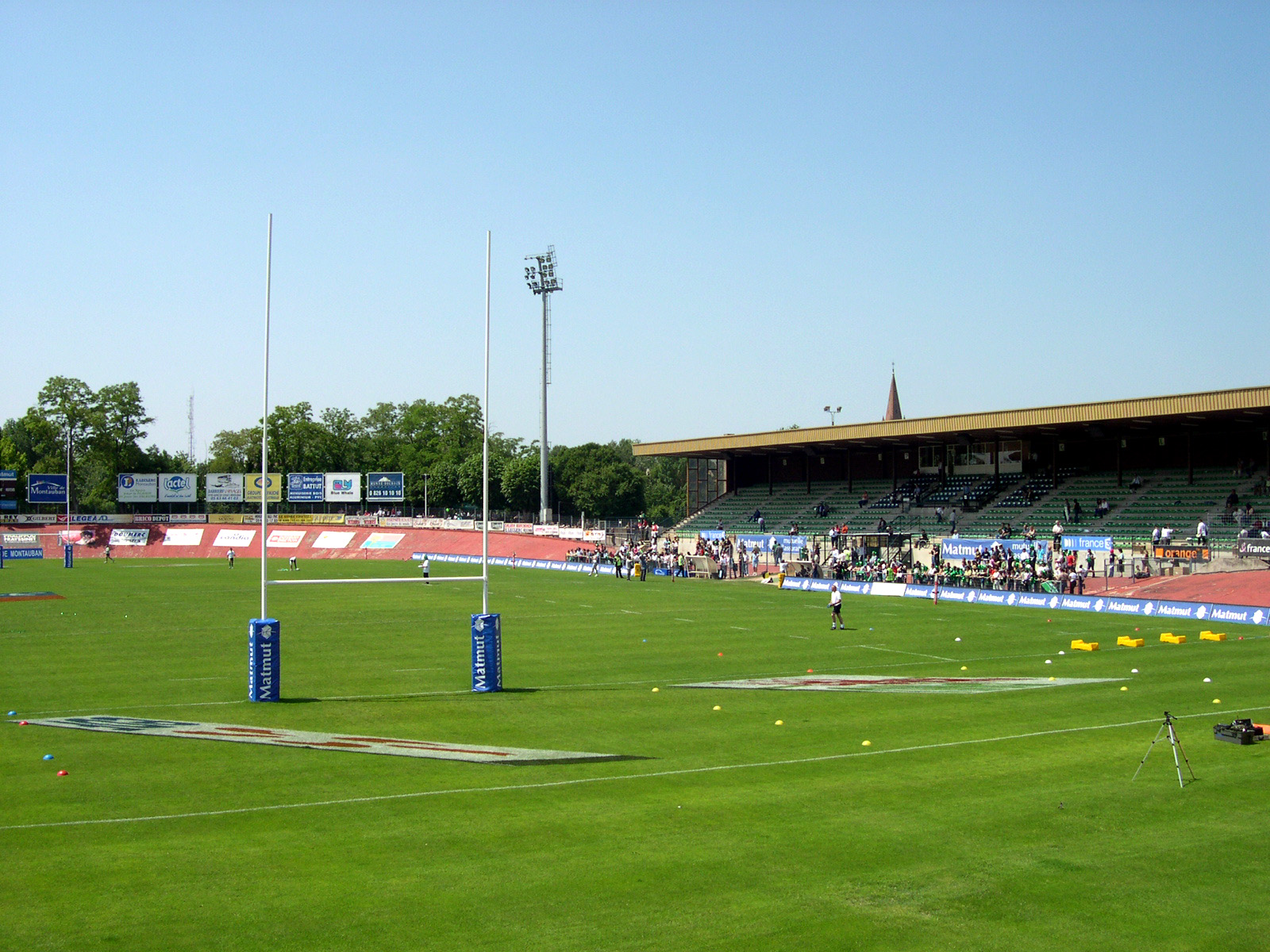
La tribune présidentielle avant rénovation.
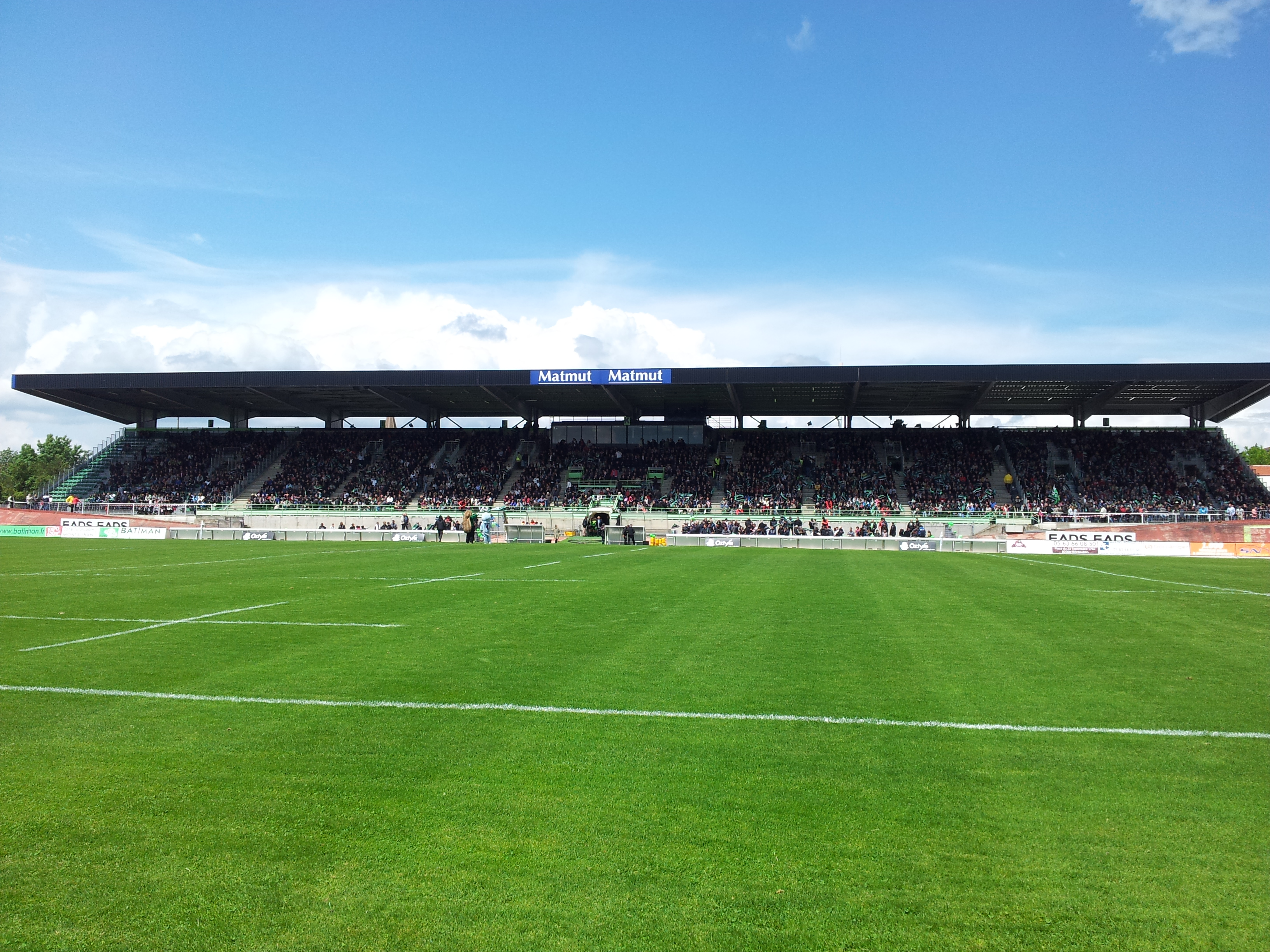
La tribune présidentielle après rénovation.

## Supporters
L'USM a son journal de club, Allez Sapiac, lancé en 1967, un périodique de 16 pages bimestriel, entièrement conçu par des bénévoles du club. Il a été lancé en 1967 par une figure historique du club, l'abbé Etienne.
Le club peut compter sur le soutien de 2 associations de supporters, le Club des Supporters et les Ultras Sapiac 1999.
Lorsque la situation s'y porte, on peut entendre pester dans les tribunes « L'arbitre au Tescou ! » exprimant leur contestation en faisant référence à la rivière coulant à Montauban.